# Championnat de France Superbike 2009
Le Championnat de France Superbike 2009 est la 29e édition du Championnat de France Superbike. 
Au total, la saison est composée de sept compétitions différentes :
- le Superbike (SBK) ;
- le Supersport (SSP) ;
- le Pirelli 600 (P600) ;
- les 125 cm3 ;
- le Side-car ;
- le Side F2 ;
- le Top Twin.

## Système de points
Pour les Superbike et les Supersport, les points seront attribués comme ceci :
| Position | 1  | 2  | 3  | 4  | 5  | 6  | 7 | 8 | 9 | 10 | 11 | 12 | 13 | 14 | 15 |
| Points   | 25 | 20 | 16 | 13 | 11 | 10 | 9 | 8 | 7 | 6  | 5  | 4  | 3  | 2  | 1  |

N.B. : un point est attribué au pilote ayant réalisé la Superpole.

## Championnat Superbike

### Calendrier
| Manche | Manche | Circuit     | Date          | Pole position     | Vainqueur          | Équipe |
| ------ | ------ | ----------- | ------------- | ----------------- | ------------------ | ------ |
| 1      | R1     | Lédenon     | 4-5 avril     | Lucas De Carolis  | Sébastien Gimbert  | Yamaha |
| 1      | R2     | Lédenon     | 4-5 avril     | Lucas De Carolis  | Thomas Metro       | Ducati |
| 2      | R1     | Nogaro      | 25-26 avril   | Julien Millet     | Vincent Philippe   | Suzuki |
| 2      | R2     | Nogaro      | 25-26 avril   | Julien Millet     | Vincent Philippe   | Suzuki |
| 3      | R1     | Le Vigeant  | 23-24 mai     | Vincent Philippe  | Vincent Philippe   | Suzuki |
| 3      | R2     | Le Vigeant  | 23-24 mai     | Vincent Philippe  | Vincent Philippe   | Suzuki |
| 4      | R1     | Lédenon     | 20-21 juin    | Sébastien Gimbert | Guillaume Dietrich | Suzuki |
| 4      | R2     | Lédenon     | 20-21 juin    | Sébastien Gimbert | Guillaume Dietrich | Suzuki |
| 5      | R1     | Magny-Cours | 18-19 juillet | Sébastien Gimbert | Sébastien Gimbert  | Yamaha |
| 5      | R2     | Magny-Cours | 18-19 juillet | Sébastien Gimbert | Loris Baz          | Yamaha |
| 6      | R1     | Le Mans     | 5-6 septembre | Sébastien Gimbert | Vincent Philippe   | Suzuki |
| 6      | R2     | Le Mans     | 5-6 septembre | Sébastien Gimbert | Sébastien Gimbert  | Yamaha |
| 7      | R1     | Albi        | 17-18 octobre | Sébastien Gimbert | Thomas Metro       | Ducati |
| 7      | R2     | Albi        | 17-18 octobre | Sébastien Gimbert | Sébastien Gimbert  | Yamaha |

### Classements

#### Pilotes
- [PDF] Classement final complet

| Pos | Pilote             | Constructeur | Led 1 | Nog 1 | Nog 2 | Vig 1 | Vig 2 | Led 1 | Led 2 | Mag 1 | Mag 2 | Man 1 | Man 2 | Alb 1 | Alb 2 | Total |
| --- | ------------------ | ------------ | ----- | ----- | ----- | ----- | ----- | ----- | ----- | ----- | ----- | ----- | ----- | ----- | ----- | ----- |
| 1   | Sébastien Gimbert  | Yamaha       | 25    | 7     | 5     | 13    | 16    | 21    | 20    | 26    | 20    | 17    | 25    | 17    | 25    | 237   |
| 2   | Vincent Philippe   | Suzuki       | 2     | 25    | 25    | 26    | 25    | 10    | 10    | 13    | -     | 25    | 20    | -     | -     | 181   |
| 3   | Freddy Foray       | Suzuki       | 11    | 5     | -     | 4     | 10    | 16    | 11    | 20    | 11    | 20    | 16    | 20    | 20    | 164   |
| 4   | Cédric Tangre      | Suzuki       | 13    | 4     | 4     | 16    | 3     | 5     | 7     | 16    | 10    | 11    | 5     | 10    | 13    | 117   |
| 5   | Guillaume Dietrich | Suzuki       | 9     | 3     | 10    | 20    | 20    | 25    | 25    | -     | -     | -     | -     | -     | -     | 112   |
| 6   | Gwen Giabbani      | Kawasaki     | 8     | 20    | -     | 6     | 13    | 13    | 13    | -     | 13    | -     | -     | 13    | 11    | 110   |
| 7   | Emeric Jonchiere   | Honda        | 6     | 16    | 20    | 10    | -     | 8     | 8     | 7     | 8     | 10    | 10    | -     | -     | 103   |
| 8   | Kenny Foray        | Kawasaki     | 4     | 11    | 6     | 9     | -     | 7     | 3     | 9     | 9     | 13    | -     | 11    | 16    | 98    |
| 9   | Julien Millet      | Yamaha       | 20    | 10    | 8     | 7     | 9     | 6     | 4     | -     | 3     | 5     | 9     | 6     | 8     | 95    |
| 10  | Thomas Metro       | Ducati       | 16    | -     | -     | -     | -     | -     | 16    | 4     | 6     | 7     | 13    | 25    | -     | 87    |

## Championnat Supersport

### Calendrier
| Manche | Manche | Circuit     | Date          | Pole position    | Vainqueur       | Équipe  |
| ------ | ------ | ----------- | ------------- | ---------------- | --------------- | ------- |
| 1      | R1     | Ledenon     | 4-5 avril     | Grégory Leblanc  | Olivier Four    | Suzuki  |
| 1      | R2     | Ledenon     | 4-5 avril     | Grégory Leblanc  | Mathieu Gines   | Honda   |
| 2      | R1     | Nogaro      | 25-26 avril   | Anthony Loiseau  | Julien Enjolras | Triumph |
| 2      | R2     | Nogaro      | 25-26 avril   | Anthony Loiseau  | Olivier Four    | Suzuki  |
| 3      | R1     | Le Vigeant  | 23-24 mai     | Olivier Four     | Mathieu Gines   | Honda   |
| 3      | R2     | Le Vigeant  | 23-24 mai     | Olivier Four     | Mathieu Gines   | Honda   |
| 4      | R1     | Ledenon     | 20-21 juin    | Grégory Leblanc  | Olivier Four    | Suzuki  |
| 4      | R2     | Ledenon     | 20-21 juin    | Grégory Leblanc  | Grégory Leblanc | Yamaha  |
| 5      | R1     | Magny-Cours | 18-19 juillet | Frederic Moreira | Grégory Leblanc | Yamaha  |
| 5      | R2     | Magny-Cours | 18-19 juillet | Frederic Moreira | Olivier Four    | Suzuki  |
| 6      | R1     | Le Mans     | 5-6 septembre | David Niviere    | David Niviere   | Yamaha  |
| 6      | R2     | Le Mans     | 5-6 septembre | David Niviere    | Anthony Loiseau | Yamaha  |
| 7      | R1     | Albi        | 17-18 octobre | Kevin Denis      | Olivier Four    | Suzuki  |
| 7      | R2     | Albi        | 17-18 octobre | Kevin Denis      | Anthony Loiseau | Yamaha  |

### Classements

#### Pilotes
- [PDF] Classement final complet

| Pos | Pilote           | Constructeur | Led 1 | Led 2 | Nog 1 | Nog 2 | Vig 1 | Vig 2 | Led 1 | Led 2 | Mag 1 | Mag 2 | Man 1 | Man 2 | Alb 1 | Alb 2 | Total |
| --- | ---------------- | ------------ | ----- | ----- | ----- | ----- | ----- | ----- | ----- | ----- | ----- | ----- | ----- | ----- | ----- | ----- | ----- |
| 1   | Mathieu Gines    | Honda        | 20    | 25    | 10    | 20    | 25    | 25    | 20    | 20    | 20    | -     | 20    | 11    | 11    | 16    | 239   |
| 2   | Olivier Four     | Suzuki       | 25    | 20    | -     | 25    | 4     | 16    | 25    | 13    | 13    | 25    | 13    | 20    | 25    | 13    | 232   |
| 3   | Grégory Leblanc  | Yamaha       | 13    | -     | 6     | 10    | 20    | 20    | -     | 25    | 25    | 20    | 16    | 13    | 13    | 20    | 226   |
| 4   | Anthony Loiseau  | Honda        | 9     | 8     | 7     | 13    | -     | -     | 3     | 16    | 9     | 10    | 6     | 25    | 20    | 25    | 151   |
| 5   | David Niviere    | Yamaha       | 16    | 16    | 20    | -     | 8     | -     | 7     | 10    | 16    | 7     | 25    | 16    | -     | -     | 141   |
| 6   | Frédéric Moreira | Yamaha       | 11    | 10    | 11    | -     | 10    | 13    | 11    | 11    | 11    | 16    | 10    | -     | 9     | 9     | 132   |
| 7   | Peter Polesso    | Yamaha       | 10    | 11    | 16    | 11    | 13    | 11    | 10    | 2     | 4     | -     | 5     | 8     | -     | 6     | 107   |
| 8   | Kevin Denis      | Yamaha       | 7     | 9     | 13    | -     | 16    | -     | -     | -     | 8     | 13    | 9     | -     | 16    | -     | 91    |
| 9   | Louis Bulle      | Yamaha       | 5     | 5     | 8     | 9     | 5     | -     | 9     | 9     | -     | 4     | 8     | 9     | -     | 10    | 81    |
| 10  | Julien Enjolras  | Triumph      | -     | 13    | 25    | 16    | -     | -     | 13    | -     | -     | 6     | -     | 7     | -     | -     | 80    |

## Championnat Pirelli 600

### Calendrier
| Manche | Circuit     | Date          | Pole position   | Vainqueur      | Équipe   |
| ------ | ----------- | ------------- | --------------- | -------------- | -------- |
| 1      | Ledenon     | 4-5 avril     | Nans Chevaux    | Nans Chevaux   | Honda    |
| 2      | Nogaro      | 25-26 avril   | Geoffrey Gnemmi | Nans Chevaux   | Yamaha   |
| 3      | Le Vigeant  | 23-24 mai     | Nans Chevaux    | Florian Marino | Honda    |
| 4      | Ledenon     | 20-21 juin    | Nans Chevaux    | Stéphane Egea  | Kawasaki |
| 5      | Magny-Cours | 18-19 juillet | Nans Chevaux    | Stéphane Egea  | Kawasaki |
| 6      | Le Mans     | 5-6 septembre | William Grarre  | Nelson Major   | Honda    |
| 7      | Albi        | 17-18 octobre | Stéphane Egea   | Nelson Major   | Honda    |

### Classements

#### Pilotes
- [PDF] Classement final complet Pirelli 600
- [PDF] Classement final complet Pirelli 600 (Junior)

| Pos | Pilote          | Constructeur | Led | Nog | Vig | Led | Mag | Man | Alb | Total |
| --- | --------------- | ------------ | --- | --- | --- | --- | --- | --- | --- | ----- |
| 1   | Nans Chevaux*   | Honda        | 25  | 25  | 20  | 20  | 16  | 10  | -   | 116   |
| 2   | Nelson Major*   | Honda        | 1   | 0   | 16  | 25  | 25  | -   | 25  | 90    |
| 3   | William Grarre  | Triumph      | 10  | 20  | 8   | 11  | -   | 25  | 11  | 73    |
| 4   | Randy Pagaux*   | Yamaha       | 4   | 6   | -   | 5   | 20  | 20  | 16  | 71    |
| 5   | Stéphane Egea*  | Kawasaki     | 1   | -   | 16  | 25  | 25  | -   | -   | 67    |
| 6   | Florian Marino* | Honda        | -   | 16  | 25  | -   | -   | 1   | 20  | 62    |
| 7   | Gwen Le Badezet | Yamaha       | 8   | 9   | -   | 13  | 5   | 11  | 13  | 59    |
| 8   | Rémi Echard     | Yamaha       | 11  | 10  | -   | 10  | 10  | 6   | 10  | 57    |
| 9   | Geoffrey Gnemmi | Yamaha       | 20  | -   | 13  | 7   | 8   | 8   | -   | 56    |
| 10  | Marco Boue      | Yamaha       | 13  | 2   | 11  | 6   | 7   | 7   | -   | 46    |

*Pilotes participant également au championnat Pirelli 600 Junior (remporté par Nans Chevaux).

## Championnat 125

### Calendrier
| Manche | Circuit     | Date          | Pole position      | Vainqueur          | Équipe  |
| ------ | ----------- | ------------- | ------------------ | ------------------ | ------- |
| 1      | Ledenon     | 4-5 avril     | Clément Dunikowski | Clément Dunikowski | Aprilia |
| 2      | Nogaro      | 25-26 avril   | Steven Le Coquen   | Ornella Ongaro     | Honda   |
| 3      | Le Vigeant  | 23-24 mai     | Steven Le Coquen   | Cyril Carrillo     | TVX     |
| 4      | Ledenon     | 20-21 juin    | Cyril Carrillo     | Cyril Carrillo     | TVX     |
| 5      | Magny-Cours | 18-19 juillet | Steven Le Coquen   | Steven Le Coquen   | Honda   |
| 6      | Le Mans     | 5-6 septembre | Steven Le Coquen   | Louis Rossi        | KTM     |
| 7      | Albi        | 17-18 octobre | Steven Le Coquen   | Steven Le Coquen   | Honda   |

### Classements

#### Pilotes
| Pos | Pilote           | Constructeur | Led | Nog | Vig | Led | Mag | Man | Alb | Total |
| --- | ---------------- | ------------ | --- | --- | --- | --- | --- | --- | --- | ----- |
| 1   | Cyril Carrillo   | TVX          | 20  | 20  | 25  | 25  | 20  | 20  |     | 130   |
| 2   | Ornella Ongaro   | Honda        | 16  | 25  | 10  | 13  | 16  | 16  |     | 96    |
| 3   | Gregory Di Carlo | Honda        | 13  | 10  | 13  | 16  | 8   | 7   |     | 67    |